# Беатрикс Ексофон
Беатрикс Ексофон (фр. Béatrix Excoffon; 10. јул 1849 — 30. децембар 1916) је била милитантни комунар и медицинска сестра у амбуланти током Париске комуне 1871. године. Била је потпредседница Club des Femmes de la Boule Noire и позната као „републиканка”.

## Биографија
Рођена је у Шербуру ан Котантену 10. јула 1849. Године 1870. је живела у Паризу са својим партнером штампаром са којим је имала двоје деце. У La Commune Лујза Мишел је причала да су је Софи Поарје, Блин и Ексофон замолиле да им се придружи у стварању фр. Comité de vigilance de Montmartre. Тај комитет је тада организовао Club des Femmes de la Boule Noire, а Ексофон је постала његов потпредседник а Софи Поарје председник. На састанку клуба почетком априла Ексофон је рекла да их има довољно за збрињавање рањеника па је 3. априла 1871. учествовала у женском маршу на Версај где се налазила Народна скупштина што је подсећало на марш из октобра 1789. Користила је мобилно возило хитне помоћи на две недеље заједно са Аликс Пајен која је прва постала медицинска сестра хитне помоћи на дан када је њен супруг рањен у око. Током Крваве недеље, када су трупе Версаја ушле у Париз, Ексофон је бранила Бланш на барикадама 23. маја 1871. заједно са Елизабетом Дмитривом, Наталијом Лемелом и Бланком Лефевром у амбулантним колима. Након завршетка Комуне била је заточена у Саторију заједно са Лујзом Мишел. Четврти војни суд ју је осудио на депортацију у тврђаву 13. октобра 1871. након чега је затворена у Убрив. Лујза Мишел је замолила Виктора Игоа да интервенише у њено име, пошто су њени родитељи и зет недавно умрли. Њена казна је смањена на десет година затвора 28. марта 1872. и додатно смањена за годину дана 15. августа 1876. Ексофон се покорила и њена казна је смањена што је резултирало пуштањем на слободу 26. новембар 1878. Преминула је 30. децембра 1916. у Паризу.